# Dorothy Counts
Dorothy Counts (née en 1942) est l'une des premières étudiantes noires admises au Harding University High School (en), de Charlotte (Caroline du Nord), aux États-Unis. Après quatre jours de harcèlement qui menacent sa sécurité, ses parents la poussent à se retirer de ce lycée.

## Histoire
En 1956, quarante étudiants noirs postulent pour un transfert dans une école ségrégationniste (réservée aux blancs). À 15 ans, le 4 septembre 1957, Dorothy Counts fait partie des quatre étudiants noirs inscrits dans différentes écoles réservées aux blancs dans le district. Elle était au lycée Harry Harding (en), Charlotte, en Caroline du Nord. Trois étudiants s'inscrivent dans d'autres écoles, y compris le lycée central. Le harcèlement commence lorsque l'épouse de John Z. Warlick, le chef du White Citizens Council (en), exhorte les garçons à « la garder en dehors » et en même temps, implore les filles de cracher sur elle, en disant : « crachez sur elle les filles, crachez sur elle. » Dorothy marche sans réagir, mais explique à la presse que beaucoup de gens lui avaient jeté des pierres (la plupart desquelles atterrissant juste devant ses pieds) et que beaucoup crachaient sur son dos. Le photographe Douglas Martin remporte le prix World Press Photo of the Year de l'année 1957, avec une image de Dorothy Counts se faisant harceler par la foule lors de son premier jour de lycée.
Il y eut encore plus d'abus le lendemain. Des déchets lui sont lancés à la figure alors qu'elle dînait, et les enseignants l'ignoraient complètement. Le lendemain, elle se lie d'amitié avec deux filles blanches, mais elles changent d'avis à cause du harcèlement de leurs camarades de classe. Sa famille reçoit des menaces téléphoniques, et, après quatre jours de harcèlement intensif (y compris une voiture détériorée et son casier saccagé), son père décide de la retirer du lycée. Lors d'une conférence de presse, il déclare : « C'est avec compassion pour notre patrie et par amour pour notre fille Dorothy que nous la retirons en tant qu'étudiante du lycée Harding. Tant que nous sentions qu'elle pouvait être protégée contre les blessures corporelles et les insultes inscrits dans les murs de l'école et sur le campus, nous étions prêts à satisfaire son désir d'étudier à Harding. »
La famille déménage en Pennsylvanie, où Dorothy Counts suit des cours dans une école à Philadelphie, et est diplômée par la suite de l'université Johnson C. Smith,. Elle consacre sa carrière professionnelle au service de la protection de l'enfance.
En 2008, le lycée Harding à Charlotte décerne à Dorothy Counts un diplôme honorifique. En 2010, Dorothy Counts reçoit des excuses publiques d'un membre de la foule qui l'avait harcelée en 1957. En 2010, le lycée Harding renomme sa bibliothèque en l'honneur de Dorothy Counts-Scoggins, un honneur rarement accordé à des personnes vivantes.